# Copa América de Basquetebol Feminino de 2013
A Copa América de Basquete Feminino de 2013 foi a décima segunda edição do torneio de basquete entre seleções das Américas. Disputada por 10 países, ocorreu entre 21 a 28 de setembro de 2013, na cidade de Xalapa no México e classificou três seleções para o Mundial de 2014 na Turquia.
Cuba derrotou o Canadá por 79 a 71 na final e conquistou o seu quarto título da Copa América. Na disputa pela medalha de bronze o Brasil derrotou Porto Rico por 66 a 56 completou o pódio e também garantiu vaga para o Mundial.

## Formato
- Na primeira fase as 10 seleções foram divididas em dois grupos de 5 cada um
- Os dois melhores times de cada grupo avançam para a fase semifinal (1º do A x 2º do B e 1º do B x 2º do A).
- Os vencedores das semifinais avançam para a final, os perdedores disputam o terceiro lugar.

### Critérios de desempate
1. Confronto direto
2. Média de pontos nos confrontos entre as equipes empatadas
3. Média de pontos considerando todos confrontos do grupo

## Primeira fase
Horário de Brasília (UTC−3)

### Grupo A
| Paises    | J  | V  | D  | PF  | PD  | SP   | Pts |
| --------- | -- | -- | -- | --- | --- | ---- | --- |
| Canadá    | 04 | 04 | 00 | 310 | 173 | +137 | 08  |
| Cuba      | 04 | 03 | 01 | 282 | 235 | +47  | 07  |
| Chile     | 04 | 01 | 03 | 258 | 311 | -53  | 05  |
| Jamaica   | 04 | 01 | 03 | 225 | 285 | -60  | 05  |
| Venezuela | 04 | 01 | 03 | 255 | 326 | -71  | 05  |

| Setembro 21 16:00 |                                               | Chile | 74–77 | Venezuela |  | Xalapa, México |  |
| Setembro 21 16:00 | Placar por quarto: 11-13, 21-15, 27–24, 15-25 |       |       |           |  | Xalapa, México |  |

| Setembro 21 18:15 |                                             | Jamaica | 51–75 | Cuba |  | Xalapa, México |  |
| Setembro 21 18:15 | Placar por quarto: 23-22, 4-22, 16–16, 8-15 |         |       |      |  | Xalapa, México |  |

| Setembro 22 16:00 |                                            | Canadá | 75–37 | Jamaica |  | Xalapa, México |  |
| Setembro 22 16:00 | Placar por quarto: 21-7, 12-18, 21–4, 21-8 |        |       |         |  | Xalapa, México |  |

| Setembro 22 18:15 |                                               | Cuba | 85–59 | Chile |  | Xalapa, México |  |
| Setembro 22 18:15 | Placar por quarto: 23-15, 20-11, 23–16, 19-17 |      |       |       |  | Xalapa, México |  |

| Setembro 23 16:00 |                                               | Venezuela | 72–82 | Cuba |  | Xalapa, México |  |
| Setembro 23 16:00 | Placar por quarto: 12-25, 17-15, 18-24, 25-18 |           |       |      |  | Xalapa, México |  |

| Setembro 23 18:15 |                                              | Chile | 51–93 | Canadá |  | Xalapa, México |  |
| Setembro 23 18:15 | Placar por quarto: 10-26, 9-23, 22–17, 10-27 |       |       |        |  | Xalapa, México |  |

| Setembro 24 16:00 |                                              | Jamaica | 56–74 | Chile |  | Xalapa, México |  |
| Setembro 24 16:00 | Placar por quarto: 10-2, 13-28, 12-28, 21-16 |         |       |       |  | Xalapa, México |  |

| Setembro 24 18:15 |                                             | Canadá | 89–45 | Venezuela |  | Xalapa, México |  |
| Setembro 24 18:15 | Placar por quarto: 21-8, 16-11, 21–20, 31-6 |        |       |           |  | Xalapa, México |  |

| Setembro 25 16:00 |                                               | Venezuela | 61–81 | Jamaica |  | Xalapa, México |  |
| Setembro 25 16:00 | Placar por quarto: 12-14, 18-23, 20-24, 11-20 |           |       |         |  | Xalapa, México |  |

| Setembro 25 18:15 |                                           | Cuba | 40–53 | Canadá |  | Xalapa, México |  |
| Setembro 25 18:15 | Placar por quarto: 17-9, 13-23, 2-8, 8-13 |      |       |        |  | Xalapa, México |  |

### Grupo B
| Paises               | J  | V  | D  | PF  | PD  | SP   | Pts |
| -------------------- | -- | -- | -- | --- | --- | ---- | --- |
| Brasil               | 04 | 04 | 00 | 364 | 202 | +162 | 08  |
| Porto Rico           | 04 | 03 | 01 | 301 | 289 | +12  | 07  |
| Argentina            | 04 | 02 | 02 | 273 | 251 | +22  | 06  |
| República Dominicana | 04 | 01 | 03 | 230 | 335 | -105 | 05  |
| México               | 04 | 00 | 04 | 235 | 326 | -91  | 04  |

| Setembro 21 20:30 |                                               | Brasil | 91–54 | Porto Rico |  | Xalapa, México |  |
| Setembro 21 20:30 | Placar por quarto: 24-16, 28-15, 20–12, 19-11 |        |       |            |  | Xalapa, México |  |

| Setembro 21 23:10 |                                              | Argentina | 67–53 | México |  | Xalapa, México |  |
| Setembro 21 23:10 | Placar por quarto: 15-11, 7-12, 17–18, 28-12 |           |       |        |  | Xalapa, México |  |

| Setembro 22 20:30 |                                               | Porto Rico | 85–79 | Argentina |  | Xalapa, México |  |
| Setembro 22 20:30 | Placar por quarto: 27-22, 12-26, 16–14, 30-17 |            |       |           |  | Xalapa, México |  |

| Setembro 22 22:45 |                                              | República Dominicana | 43–107 | Brasil |  | Xalapa, México |  |
| Setembro 22 22:45 | Placar por quarto: 11-27, 6-25, 12–25, 14-30 |                      |        |        |  | Xalapa, México |  |

| Setembro 23 20:30 |                                             | Argentina | 67–44 | República Dominicana |  | Xalapa, México |  |
| Setembro 23 20:30 | Placar por quarto: 17-12, 15-9, 22–17, 13-6 |           |       |                      |  | Xalapa, México |  |

| Setembro 23 22:45 |                                               | México | 60–78 | Porto Rico |  | Xalapa, México |  |
| Setembro 23 22:45 | Placar por quarto: 15-16, 17-22, 16–24, 12-16 |        |       |            |  | Xalapa, México |  |

| Setembro 24 20:30 |                                              | Brasil | 69–60 | Argentina |  | Xalapa, México |  |
| Setembro 24 20:30 | Placar por quarto: 18-19, 15-8, 21–18, 15-15 |        |       |           |  | Xalapa, México |  |

| Setembro 24 22:45 |                                               | República Dominicana | 84–77 | México |  | Xalapa, México |  |
| Setembro 24 22:45 | Placar por quarto: 22-17, 17-20, 27-19, 18-21 |                      |       |        |  | Xalapa, México |  |

| Setembro 25 20:30 |                                               | Porto Rico | 84–59 | República Dominicana |  | Xalapa, México |  |
| Setembro 25 20:30 | Placar por quarto: 33-12, 16-11, 23-17, 12-29 |            |       |                      |  | Xalapa, México |  |

| Setembro 25 22:45 |                                             | México | 45–97 | Brasil |  | Xalapa, México |  |
| Setembro 25 22:45 | Placar por quarto: 14-23, 18-25, 7-25, 6-24 |        |       |        |  | Xalapa, México |  |

## Fase Final
|  | Semifinais  | Semifinais  |    |             | Final          | Final |  |
|  |             |             |    |             |                |       |  |
|  | Setembro 27 |             |    |             |                |       |  |
|  | Canadá      | 73          |    |             |                |       |  |
|  | Porto Rico  | 48          |    |             |                |       |  |
|  |             |             |    |             |                |       |  |
|  |             |             |    |             | Setembro 28    |       |  |
|  |             |             |    |             | Canadá         | 71    |  |
|  |             | Cuba        | 79 |             |                |       |  |
|  |             |             |    |             |                |       |  |
|  |             |             |    |             |                |       |  |
|  |             |             |    |             | Terceiro lugar |       |  |
|  | Setembro 27 | Setembro 27 |    | Setembro 28 | Setembro 28    |       |  |
|  | Brasil      | 68          |    | Porto Rico  | 56             |       |  |
|  | Cuba        | 72          |    |             | Brasil         | 66    |  |

### Semifinal
| Setembro 27 19:45 | Boxscore | Canadá                                       | 73–48 | Porto Rico |  | Xalapa, México |  |
| Setembro 27 19:45 | Boxscore | Placar por quarto: 26-08, 13-18, 19-14, 15-8 |       |            |  | Xalapa, México |  |

| Setembro 27 22:00 | Boxscore | Brasil                                       | 68–72 | Cuba |  | Xalapa, México |  |
| Setembro 27 22:00 | Boxscore | Placar por quarto: 15-22, 6-18, 28-15, 19-17 |       |      |  | Xalapa, México |  |

### 3º Lugar
| Setembro 28 19:45 | Boxscore | Porto Rico                                   | 56–66 | Brasil |  | Xalapa, México |  |
| Setembro 28 19:45 | Boxscore | Placar por quarto: 19-18, 9-20, 16-15, 12-13 |       |        |  | Xalapa, México |  |

### Final
| Setembro 28 22:00 | Boxscore | Canadá                                        | 71–79 | Cuba |  | Xalapa, México |  |
| Setembro 28 22:00 | Boxscore | Placar por quarto: 15-20, 15-25, 17-13, 24-21 |       |      |  | Xalapa, México |  |